# Family Boomerang
Family Boomerang ist die Bezeichnung eines weit verbreiteten Stahlachterbahnmodells vom Typ Shuttle Coaster des Herstellers Vekoma, das im Gegensatz zum Boomerang-Achterbahnmodells desselben Herstellers allerdings nicht über Inversionen verfügt und sich mehr an Familien als Zielgruppe richtet. Neben den Custom-Varianten des Family-Boomerangs gibt es drei feste Varianten: Standard, Rebound und Racer, wobei letztere zur Kategorie der Racing Roller Coaster zählt und über zwei Fahrstrecken verfügt.
Das Besondere an der Fahrt ist, dass sie keine geschlossene Streckenführung hat. Der Zug wird erst mittels Reibrädern rückwärts aus der Station auf einen 22 m hohen Lifthill gezogen. Oben angekommen, klinkt der Zug aus, fährt den Turm vorwärts herab, durch die Station und die folgende Strecke und den zweiten Turm hinauf. Auf diesem wird er aber nicht wie beim großen Boomerang weiter in die Höhe gezogen, sondern rollt direkt wieder zurück.

## Züge
Die Züge des Family-Boomerangs besitzen zehn Wagen mit Platz für zwei Personen (eine Reihe). Dadurch ist eine maximale Kapazität von 625–750 Personen pro Stunde möglich.

## Liste von Achterbahnen vom TypFamily Boomerang
Anlagen, die versetzt wurden, werden mit dem Namen am jeweiligen Standort, teilweise mehrfach, aufgelistet.
| Achterbahn                    | Betreiber                            | Land                         | Variante          | Eröffnung         | Schließung     |
| ----------------------------- | ------------------------------------ | ---------------------------- | ----------------- | ----------------- | -------------- |
| Accelerator                   | Drayton Manor                        | Vereinigtes Königreich       | Standard (185 m)  | 21. April 2011    |                |
| Boomerang                     | Energylandia                         | Polen                        | Rebound (208 m)   | 29. April 2017    |                |
| Boomerang                     | Parc des Combes                      | Frankreich                   | Standard (185 m)  | 2. Juni 2011      |                |
| Boomerang                     | Yerevan Park                         | Armenien                     | Rebound (208 m)   | 15. Mai 2021      |                |
| Boomerang Roller Coaster      | Amrapali Funland                     | Indien                       | Standard (185 m)  | 8. November 2014  |                |
| Family Coaster                | Happy Valley (Chongqing)             | Volksrepublik China          | Standard (185 m)  | 2017              |                |
| FamilyBoomerang RollerCoaster | Happy Valley (Nanjing)               | Volksrepublik China          | Rebound (208 m)   | 11. November 2020 |                |
| Fireball                      | Furuvik                              | Schweden                     | Rebound (208 m)   | 20. Juni 2017     |                |
| Frontline Charge              | Fanta Park Glorious Orient (Ganzhou) | Volksrepublik China          | Rebound (208 m)   | 28. Mai 2021      |                |
| Frontline Charge              | Fanta Park Glorious Orient (Ningbo)  | Volksrepublik China          | Rebound (208 m)   | 9. Juli 2021      |                |
| Frontline Charge              | Fantawild Oriental Dawn              | Volksrepublik China          | Standard (185 m)  | 19. Juli 2024     |                |
| Good Gravy                    | Holiday World                        | Vereinigte Staaten           | Custom            | 2024              |                |
| High Speed Round Trip         | Bao Son Paradise Park                | Vietnam                      | Rebound (208 m)   | 2019              |                |
| Kansas Twister                | Warner Bros. Movie World             | Australien                   | Racer / Tweestryd | 20. Dezember 2024 |                |
| Light Explorers               | Energylandia                         | Polen                        | Spirit (238 m)    | 2021              |                |
| London Loop                   | Global Village                       | Vereinigte Arabische Emirate | Rebound (208 m)   | 1. November 2017  |                |
| Luna                          | Liseberg                             | Schweden                     | Custom            | 2023              |                |
| Marvelous Adventure           | VinWonders Grand Park                | Vietnam                      | Standart (185 m)  | 2025              |                |
| Pine Tree Rocket              | Fantawild Land                       | Volksrepublik China          | Rebound (208 m)   | 2022              |                |
| Pine Tree Rocket              | Oriental Heritage (Taiyuan)          | Volksrepublik China          | Rebound (208 m)   | 23. Juli 2021     |                |
| Pine Tree Rocket              | Oriental Heritage (Yingtan)          | Volksrepublik China          | Rebound (208 m)   | 9. September 2023 |                |
| Qitar Al Rayan                | Lusail Winter Wonderland             | Katar                        | Rebound (208 m)   | 10. November 2022 |                |
| Quest                         | Emerald Park                         | Irland                       | Spirit (238 m)    | 22. Mai 2024      |                |
| Raik                          | Phantasialand                        | Deutschland                  | Custom            | 30. Juni 2016     |                |
| Saven                         | Fårup Sommerland                     | Dänemark                     | Spirit (238 m)    | 2020              |                |
| Shootout                      | Oasis at Lakeport                    | Vereinigte Staaten           | Rebound (208 m)   | 2025              |                |
| Snoopy’s Soap Box Racers      | Kings Island                         | Vereinigte Staaten           | Rebound (208 m)   | 2024              |                |
| Spartan Race                  | VinWonders                           | Vietnam                      | Standard (185 m)  | 2015              | 2023 oder 2024 |
| Turbo Dino                    | Zigong Fantawild Dinosaur Kingdom    | Volksrepublik China          | Rebound (208 m)   | 18. Juni 2022     |                |
| Tweestryd                     | Wildlands Adventure Zoo Emmen        | Niederlande                  | Racer / Tweestryd | 28. März 2018     |                |
| Velociraptor                  | Paultons Park                        | Vereinigtes Königreich       | Rebound (208 m)   | 17. Mai 2016      |                |
| Volldampf                     | Erlebnispark Tripsdrill              | Deutschland                  | Custom            | 2020              |                |
| unbekannter Name              | Fantawild (Heze)                     | Volksrepublik China          | Rebound (208 m)   | 2023              |                |
| unbekannter Name              | Fantawild (Huai’an)                  | Volksrepublik China          | Rebound (208 m)   | 2024              |                |
| unbekannter Name              | Fantawild (Jingzhou)                 | Volksrepublik China          | Rebound (208 m)   | 2024              |                |
| unbekannter Name              | Fantawild (Kunming)                  | Volksrepublik China          | Rebound (208 m)   | 2024              |                |
| unbekannter Name              | Fantawild (Shangqiu)                 | Volksrepublik China          | Rebound (208 m)   | 2023              |                |
| unbekannter Name              | Oriental Heritage (Zhengzhou)        | Volksrepublik China          | Rebound (208 m)   | 2024              |                |
| unbekannter Name              | VinWonders Grand Park                | Vietnam                      | Standard (185 m)  | 2024              |                |